# Посылка (фильм, 2011)
Посылка (фр. Le Colis), в англоязычном прокате Вернуть отправителю (англ. Return to Sender) — квебекский фильм 2011 года режиссёра Гаэль д’Энглемар. В названии использована игра слов: оно одновременно означает посылку, груз, а на криминальном жаргоне — тело.

## Сюжет
Мишель постоянно терпит неудачи: он лишается работы курьера, по уши в долгах, от него сначала уходит жена, а затем забирает и дочь, поскольку у него не хватает денег даже на мелкие семейные праздники. Но Жак, его бывший босс, владелец крупной жилищной компании, сам по уши в неприятностях — не справляясь с бизнесом, он спустил практически все свои и часть чужих денег в казино, и к тому же взял взаймы у местного мафиозного главаря «готичной» наружности. Однажды мафиозо наймёт безденежного Мишеля, чтобы тот помог ему «решить проблему» с Жаком.

## Актёры
- Эмманюэль Билодо, Мишель Больё, безработный курьер
- Гильдор Руа, Жак Сен-Луи, глава жилищной компании
- Эвелин де ла Шнельер, Люси, жена Мишеля
- Сильви Леонар, Жоанна, жена Жака
- Жан-Мари Корбей, «готичный» мафиозо
- Элис Морель-Мишо, Жад, дочь Мишеля и Люси
- Франсуа Левейе, полицейский
- Кристин Харви, Франс, сотрудница Жака
- Поль Дусе, Эрик Сен-Луи, брат Жака

## Восприятие
Фильм получил очень противоречивые отзывы канадской прессы: от «предсказуемое и не похожее на правду развитие сюжета» до «чрезвычайно удачная комедия».